# مرغ مگس نوک‌دندانی
مرغ مگس نوک‌دندانی (نام علمی: Androdon aequatorialis) نام یک گونه از تیره مگس‌مرغان است.